# Томан Микола Володимирович
Микола Володимирович Томан (іноді Анісімов-Томан, рос. Никола́й Влади́мирович То́ман), при народженні Микола Володимирович Анісімов (рос. Николай Владимирович Анисимов) (27 листопада (10 грудня) 1911, Орел — 6 серпня 1974, Москва) — російський радянський письменник-фантаст, автор детективних та пригодницьких творів. Частина літературознавців вважають письменника зачинателем «фантастики близького прицілу» — найконсервативнішого напрямку радянської фантастики 30—50-х років XX століття, проте пізніше письменник сам виступив із критикою «близького прицілу» в радянській фантастиці, та повністю відійшов від цього стилю.

## Біографія
Народився майбутній письменник у 1911 році в Орлі в родині ремісника Анісімова. Його батько був мобілізований до російської армії під час Першої світової війни, та тривалий час вважався зниклим безвісти. Мати Миколи вдруге вийшла заміж за латиського комуніста Томана, який усиновив хлопця і дав йому своє прізвище. У дитинстві кілька років Микола Томан жив у місті Генічеську, пізніше сім'я повернулась до Орла. У рідному місті Микола Томан-Анісімов закінчив Орловське залізничне технічне училище, після чого працював на залізниці, спочатку помічником машиніста паровозу, далі працював у залізничному депо у Москві завідувачем майстерні, техніком, а пізніше інженером. У 1933—1935 роках Микола Томан служив строкову службу в Червоній Армії. Після закінчення служби в армії Томан працював у газеті «Гудок» літературним співробітником, та одночасно заочно навчався у Літературному інституті імені Горького.
У 1939 році Микола Томан повторно мобілізується до Червоної Армії. Він отримує посаду командира саперного взводу. Під час служби в армії Томан брав участь у анексії західнобілоруських земель Радянським Союзом, пізніше брав участь у радянсько-фінській війні. Після закінчення радянсько-фінської війни Микола Томан служив у частинах Закавказького військового округу. З початком радянсько-німецької війни Томан перебував у діючій армії, служить у інженерній розвідці. Під час війни він бере участь у Сталінградській битві, боях за Харків, битві на Курській дузі, боях у Прибалтиці.
Після закінчення війни Микола Томан повертається до Москви. Він був членом президії Московської організації Спілки письменників СРСР, членом редколегії альманаху «Мир приключений» та журналу «Искатель».
Помер Микола Томан у Москві 6 серпня 1974 року, похований на Введенському кладовищі.

## Літературна творчість
Перші проби літературної творчості Микола Томан робив ще у 20-х роках XX століття, коли його вірші та нариси публікувалися в газетах «Орловская правда» и «Рельсы гудят». У 1928 році він надіслав своє перше фантастичне оповідання «Пекельний винахід професора Авантюрова» до журналу «Вокруг света», проте отримав відмову в публікації. У 1933 році він публікує свою першу реалістичну повість, присвячену залізничникам, «Машиніст Громов». У 1937 році Томан повертається до написання фантастичних творів, опублікувавши оповідання «Гальмо-амортизатор», «Співаючий берег» та «Горбатий міст». У 1939 році вийшла перша фантастична повість Томана «Чудесний гібрид». У ній розповідається про виведення радянськими агрономами надурожайного гібриду пшениці та пирію. На думку частини літературних критиків, саме ця повість стала поштовхом до розвитку в радянській фантастиці напрямку так званої «фантастики близького прицілу», тобто такої, яка виключно описує фантастичні ідеї та винаходи, втілення яких у життя є корисним для народного господарства, та не використовує теми, пов'язані із освоєнням космосу та планет Сонячної системи. Цю повість сучасні літературні критики вважають невдалою, та відзначають, що друга повість Томана «Мімікрин доктора Іллічова», видана також у 1939 році, в якій розповідається про знищення радянським диверсантом найновішої секретної німецької зброї за допомогою винайденого радянським ученим апарата невидимості, є значно більш вдалою з точки зору як сюжету, так і наукових припущень.
Після німецько-радянської війни Микола Томан розпочав переважно писати пригодницькі твори, переважно присвячені темам недавньої війни, а також боротьбі з різними закордонними шпигунами та диверсантами. Подіям радянсько-німецької війни присвячені збірки його творів «Одного разу в розвідці» та «На мінному полі». Найвідомішою із пригодницьких повістей Томана є повість «У погоні за Привидом», присвячена пошукам закордонного диверсанта в пустелях Середньої Азії. Іншими відомими творами письменника, які написані у жанрі шпигунського детектива у цей період, є «Що відбувається у тиші», «Вибух відбудеться сьогодні», «По світлому сліду», «На прифронтовій станції», «Вимушена посадка». Кілька творів Миколі Томана написані у жанрі класичного радянського міліційного детективу: «Іменем закону», «Сильніше страху» та «Останній козир». У цей період письменник також продовжує створювати й фантастичні твори, більшість із яких написані в жанрі «фантастики близького прицілу», зокрема повісті «Прорахунок містера Бергофа» та «Made in…», та кілька політичних памфлетів-оповідань. Проте вже після 1960 року Микола Томан виступає із критикою «фантастики близького прицілу», про що може служити цитата з його повісті «Невідома земля»:
«Невже ви забули, яке жалюгідне становище мала наша фантастика у період культу, коли фантазувати дозволялось виключно в межах п'ятирічного плану народного господарства…»
Оригінальний текст (рос.)
Забыли вы разве, какое жалкое существование влачила наша фантастика в период культа, когда фантазировать дозволялось только в пределах пятилетнего плана народного хозяйства…
У цей період Микола Томан створює також кілька творів, присвячених контакту людства з позаземними цивілізаціями — «Дівчина з планети Еффа», «Говорить Космос!..» та «У сузір'ї Трапеції». Продовжує він писати і сатиричні науково-фантастичні памфлети. найвідомішим з яких є «Робот Чарлі грабує банк». Останнім виданим за життя твором письменника є фантастична повість «Воскресіння з мертвих».

## Переклади
Твори Миколи Томана перекладені багатьма мовами світу, зокрема польською, німецькою, болгарською, чеською, румунською, киргизькою, іспанською та українською мовами.

## Нагороди
Микола Томан нагороджений орденами Вітчизняної війни, Червоної зірки та кількома медалями.

### Фантастичні повісті
- 1939 — Мимикрин доктора Ильичева
- 1939 — Чудесный гибрид
- 1950 — Просчет мистера Бергоффа
- 1956 — История одной сенсации
- 1957 — Накануне катастрофы
- 1958 — Пленники «Большого Джо»
- 1960 — Девушка с планеты Эффа
- 1961 — Говорит Космос!..
- 1962 — «Made in…»
- 1964 — В созвездии Трапеции
- 1964 — Операция «Безумие»
- 1965 — Клиническая смерть профессора Холмского
- 1966 — Неизвестная земля (Терра инкогнита)
- 1973 — Робот «Чарли» грабит банк

### Пригодницькі повісті
- 1933 — Машинист Громов
- 1933 — Хочу смеяться
- 1948 — Что происходит в тишине
- 1948 — Секрет синей папки
- 1949 — Взрыв произойдет сегодня
- 1950 — По светлому следу
- 1950 — Когда утихла буря
- 1951 — На прифронтовой станции
- 1952 — Вынужденная посадка
- 1953 — Сквозь ураган
- 1955 — В погоне за Призраком
- 1955 — Загадка чертежей инженера Гурова
- 1960 — Именем закона
- 1965 — Среди погибших не значатся
- 1966 — Сильнее страха
- 1968 — Преступление магистра Травицкого
- 1970 — Город может спать спокойно
- 1971 — Эшелоны идут под откос
- 1971 — Подступы к «неприступному»
- 1973 — Если даже придется погибнуть…
- 1974 — Воскрешение из мертвых

### Збірки
- 1948 — Что происходит в тишине
- 1949 — Однажды в разведке
- 1950 — Что происходит в тишине
- 1950 — По светлому следу
- 1952 — Разведчики
- 1953 — Что происходит в тишине
- 1953 — Когда утихла буря
- 1955 — В погоне за Призраком
- 1956 — На минном поле
- 1958 — Что происходит в тишине
- 1961 — Взрыв произойдет сегодня
- 1962 — Именем закона
- 1965 — Прыжок через невозможное
- 1970 — Сильнее страха
- 1971 — Эшелоны идут под откос…
- 1973 — Если даже придется погибнуть…
- 1974 — Воскрешение из мертвых
- 1976 — Подступы к «Неприступному»